# Taddeo Luigi dal Verme
Taddeo Luigi dal Verme (Piacenza, 16 de fevereiro de 1641 - Ferrara, 12 de janeiro de 1717) foi um cardeal do século XVIII

## Biografia
Nasceu em Piacenza em 16 de fevereiro de 1641. Batizado no dia seguinte. De uma família antiga e ilustre. Filho de Giovanni Maria dal Verme, conde de Sanguineto, e Ottavia Meli-Lupi di Soragna, dos marqueses de Soragna. Sobrinho do cardeal Savo Millini (1681) e parente dos cardeais Girolamo Farnese (1657) e Mario Alberizzi (1675).
Estudou na Universidade La Sapienza, em Roma, onde obteve o doutorado in utroque iure, direito canônico e civil em 26 de janeiro de 1688.
Recebeu a tonsura clerical em 1650, quando tinha nove anos. Renunciou a sua primogenitura em 1664 para se tornar um padre. Foi para Roma em 1664 e acompanhou o Núncio Mario Alberici a Viena.
Ordenado (nenhuma informação encontrada). Prefeito do palácio episcopal de Fano. Recusou várias vezes a promoção oferecida pelo duque de Parma à sede episcopal daquela cidade. O Papa Inocêncio XI obrigou-o a aceitar a sé de Fano.
Eleito bispo de Fano, em 20 de dezembro de 1688. Sagrado, em 2 de janeiro de 1689, Roma (sem mais informações encontradas).
Criado cardeal sacerdote no consistório de 12 de dezembro de 1695, com dispensa de ter um tio no Sacro Colégio dos Cardeais; recebeu o gorro vermelho e o título de S. Alessio, em 2 de janeiro de 1696. Transferido para a sé de Imola, em 2 de janeiro de 1696. Participou do conclave de 1700, que elegeu o Papa Clemente XI. Transferido para a Sé de Ferrara, em 14 de março de 1702.
Morreu em Ferrara em 12 de janeiro de 1717. Exposto e enterrado na catedral de Ferrara.